# N Carinae
Désignations
N Carinae (en abrégé N Car) est une étoile de la constellation australe de la Carène, localisée juste à l'est de la proéminente Canopus. Elle porte également les désignations de HD 47306 ou HR 2435, N Carinae étant sa désignation de Bayer. Elle est visible à l'œil nu avec une magnitude apparente de 4,39.
D'après la mesure de sa parallaxe annuelle par le satellite Hipparcos, l'étoile est distante d'approximativement ∼ 1 360 a.l. (∼ 417 pc) de la Terre. Sa magnitude absolue est de −3,75 et elle s'éloigne du Système solaire à une vitesse radiale de +22,5 km/s.
N Carinae est classée comme une étoile géante lumineuse blanche de type spectral A0II. Des classifications plus anciennes lui ont donné un type de géante bleue de B9III, qui est parfois toujours utilisé. L'étoile est âgée de 37 millions d'années et sa masse est 7,9 fois supérieure à celle du Soleil. Elle tourne sur elle-même à une vitesse de rotation projetée de 47 km/s. N Carinae est environ 3 400 fois plus lumineuse que le Soleil et sa température de surface est de 8 004 K.